# Steinbach (Neckar, Heidelberg)
Der Steinbach ist ein 4,6 km langer Bach im westlichen Odenwald in Baden-Württemberg, der im Heidelberger Stadtteil Ziegelhausen von rechts und Norden in den Neckar mündet.

## Geographie

### Verlauf
Der Ziegelhäuser Steinbach entsteht auf Dossenheimer Waldgemarkung im Allmendwald in einem verzogenen Talkessel östlich bis südöstlich des Weißen Steins aus mehreren Klingenzuläufen, deren höchster auf etwa 400 m ü. NHN entspringt. Er fließt dann südlich in das immer noch bewaldete Gebiet des Heidelberger Stadtteils Ziegelhausen ein, wo ihm nach etwas mehr als der Hälfte seines Laufes von links der dort nicht viel kürzere Peterstaler Bach im spitzen Winkel zuläuft, der zuvor den namengebenden Ort Peterstal des Stadtteils durchzogen hat. Weiterhin fließt der Steinbach südlich und nun oft verdolt durch den das Tal ausfüllenden und die Hänge besteigenden Ziegelhäuser Siedlungsbereich. Schließlich mündet er an der Einmündung seiner Talstraße in die rechts den Neckar begleitende Uferstraße auf etwa 108 m ü. NHN in den Neckar. 

### Einzugsgebiet
Der Ziegelhäuser Steinbach hat ein Einzugsgebiet von 11,0 km² Größe. In längster Ausdehnung erstreckt es sich etwa 4,7 km weit vom Sattel Langer Kirschbaum im Norden über der obersten Talmulde des linken Quellastes Peterstaler Bach zur Mündung  in Ziegelhausen im Süden. Quer dazu ist es höchstens 3,8 km breit. Die nördliche Wasserscheide ist der durch einen Höhenweg in der Natur recht genau markierte Kamm vom Weißenstein (548 m ü. NN) im Nordwesten über den Dossenheimer Kopf (539 m ü. NN) und den Pass-Sattel Langer Kirschbaum (knapp 500 m ü. NN) bis in die Nähe des Sattels Holzapfelbaum etwas östlich des Geigersheidsattels; hier grenzt jenseits erst das Einzugsgebiet des Kanzelbach-Zuflusses Katzenbach, dann des Steinach-Zuflusses Hilsbach an. Dann knickt die Wasserscheide im Kameralwald nach Süden und läuft über die Sitzbuche erst bis zur Suhl, hier läuft jenseits der Schafbach ebenfalls zur Steinach, dann weiter zum Tanzplatz, ein Stück auf dem Hahnberg-Rücken und von diesem herunter zur Mündung; auf diesem Abschnitt läuft im Osten der kurze Bärenbach dem Steinbach parallel zum Neckar.
Von der Mündung aus ersteigt die Grenze auf der Westseite das Köpfel und zieht von dort aufwärts bis zur Einsiedlerhütte im südlichen Centwald; in geringem Abstand vom Kamm strebt hier der kurze Mausbach südöstlich zum Neckar. Anschließend läuft sie auf breiterem Kamm etwa auf der Trasse der Hochstraße nordwärts zurück zum Weißen Stein. Im westlichen Nachbartal fließt hier der Mühlbach südwärts nach Handschuhsheim, der dann, nunmehr unter dem Namen Rombach, wiederum zum schon genannten Kanzelbach läuft.
Höchster Berg im Einzugsgebiet ist der 548 m hohe Weiße Stein an seiner Nordwestecke. Fast überall auf der nördlichen Wasserscheide liegt das Terrain über 500 m ü. NN, die westliche und östliche liegen anfangs bis zu 50 m unter diesem Niveau und fallen lange wenig, zuletzt steil zum Neckar ab.
Deutlich über die Hälfte des Einzugsgebietes ist bewaldet. Seine offenen Partien, alle in den Tallagen, sind außer an den zu steilen oder sonnenabgewandten Abhängen bebaut, im Süden des Talverlaufs in großer Breite von den die Hänge hinaufgewachsenen Siedlungsgebieten Ziegelhausens. Der Steinbach-Oberlauf bis zum Zulauf des Petertaler Bachs ist ganz bewaldet, das sich stark verengende Siedlungsband längs der Talstraße L 596 aufwärts folgt hier stattdessen diesem kürzeren Bachzweig und geht ununterbrochen in den Ort Peterstal über, der dann mitsamt der offenen Flur auf einer Höhe von etwas unter 350 m ü. NN vor der Serpentinenstrecke der Landesstraße sporadisch ausläuft.

### Zuflüsse
Zuflüsse von der Quelle zur Mündung. Wo nichts anderes vermerkt, Gewässerlängen nach dem Gewässernetz-Layer der LUBW-Kartendienste, Höhen nach der Hintergrundkarte ebendort. Andere Quellen für die Angaben sind vermerkt.
Quelle des Steinbachs im Allmendwald etwa 1,2 km östlich des Weißen Steins auf Dossenheimer Waldgemarkung auf etwa 375 m ü. NHN. Der Bach fließt anfangs südwestlich.
- Etwas längerer Quellast, von rechts und Nordwesten an der ersten kurzen Tallichtung auf etwa 335 m ü. NHN, ca. 0,3 km.[6] Entsteht näher am Weißen Stein, auf etwa 400 m ü. NHN.
- (Zufluss), von rechts und Nordwesten auf 312 m ü. NHN, ca. 0,3 km.[6] Entsteht in einem Tal vom Weißen Stein her auf etwa 350 m ü. NHN, die eigentliche Quelle ist der Dörrbrunnen auf etwa 435 m ü. NHN. Ab hier Übertritt auf Heidelberger Stadtgemarkung und Südlauf in einem schmalen Flurband.
- (Bach aus dem Sengesseloch), von rechts und Westen im wieder ganz bewaldeten unteren Kreuzgrund auf etwa 225 m ü. NHN, ca. 0,6 km.[6] Entsteht auf etwa 330 m ü. NHN. Am Seitentalzulauf des zuvor auch sommers kaum austrocknenden Laufs steht ein Wasserreservoir. An der Talmündung steht Rhyolith an. Hier knickt der Lauf bis zum Zusammenfluss mit dem nächsten nach Südosten.
- Peterstaler Bach, von links am Ortsrand von Ziegelhausen/Peterstal in der Nähe eines Rhyolith-Felsens, 2,2 km. Der Steinbach selbst ist hier erst 2,6 km lang. Entsteht auf etwa 315 m ü. NHN bei den nördlichsten Häusern Peterstals. Südsüdwestlicher Lauf bis zur Mündung, ab der der Steinbach dann südsüdöstlich läuft, oft verdolt.
- Meschgraben[7], von links verdolt auf etwa 140 m ü. NHN, 0,5 km. Quelle auf etwa 190 m ü. NHN in der Talmulde vom Pferchel her.

Mündung des Steinbachs in Ziegelhausen auf 107,8 m ü. NN von rechts und Norden in den Neckar bei Flusskilometer 29 an der Einmündung der dem Bach folgenden Talstraße L 596 in die dem rechten Flussufer folgende L 534.

## Geologie
Der Steinbach läuft durch die Schichten des Unteren Buntsandsteins und am Talausgang durch Granit, denen sich zuweilen Lösssedimente überlagern. In der Mitte des Talverlaufs am Zusammenfluss der beiden großen Quelläste gibt es ein isoliertes Rhyolith-Vorkommen, das mit dem permischen Vulkanismus bei Schriesheim/Dossenheim zusammenhängt.

## Geschichte
Bereits im Jahre 850 wird im Lorscher Codex ein vom Gewässer abgeleiteter Ortsname Steimbach erwähnt. Der Ort hat sich nicht erhalten. Auch der Peterstaler Bach trägt ursprünglich den Namen Steinbach. Bereits 1432 wird die Stelle des Zusammenflusses als „zwischen den zweyen steinbechen“ bezeichnet. Der neue Name wird heute zur Unterscheidung verwendet.
Im örtlichen Dialekt heißt der Bach di Schdååbach. Dies ist gleichzeitig der inoffizielle Name für das Siedlungsgebiet im Ziegelhäuser (nicht im Peterstaler) Steinbachtal. Alle Bäche der Region sind weiblichen Genus.
Ab dem Zusammenfluss der beiden Steinbäche war ein Mühlkanal abgeleitet, der am westlichen Hangfuß des Tales entlangfloss und mehrere Mühlen speiste. Reste des Kanals sind heute noch erhalten. Ein weiterer Mühlkanal führte vom Ausgang des Steinbachtals am Hangfuß der Neckarhelle  entlang parallel zum Neckar nach Westen bis zum Unterlauf des Mausbachs, wo beide Gewässer zusammen die Stiftsmühle des Klosters Neuburg speisten.

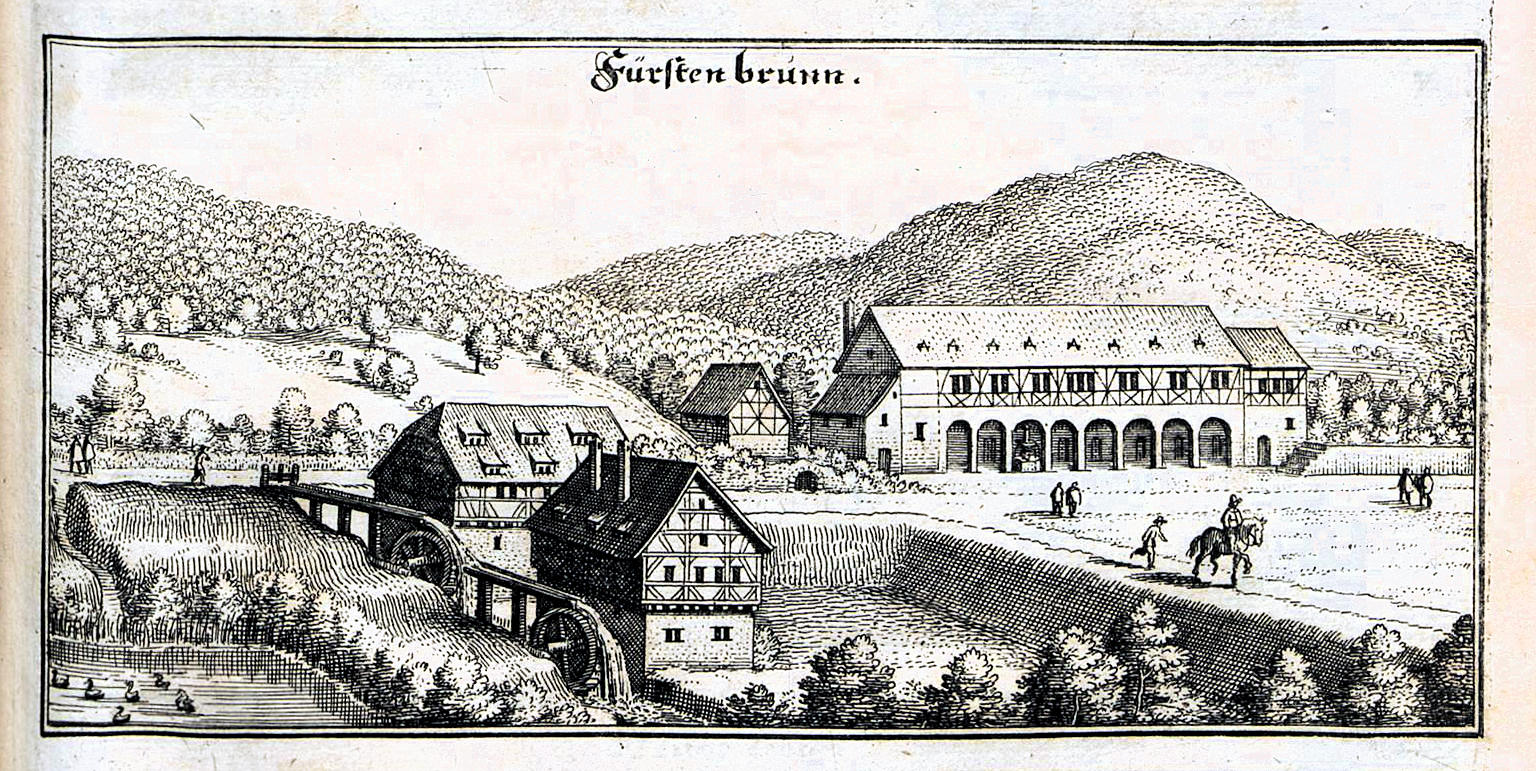
Fürstenbrunn (Matthäus Merian 1645)

Im 16. Jahrhundert ließ der Pfälzer Kurfürst oberhalb des Dorfes Ziegelhausen am Steinbach drei Fischweiher anlegen, die durch Dämme angestaut waren, und dabei ein Lusthaus mit Brunnen errichten. Dieser Ort wurde Fürstenbrunn genannt. Zwischen 1760 und 1769 ließ Kurfürst Karl Theodor von der Pfalz 1200 Flussperlmuscheln aus dem Bayerischen Wald holen und zwischen Peterstal und Ziegelhausen in den Steinbach einsetzen. Die Ansiedlung misslang jedoch und schließlich wurden die Perlmuscheln in die Steinach zwischen Altneudorf und Schönau umgesetzt, wo sie sich bis in die zweite Hälfte des 20. Jahrhunderts hielten.